# فرودگاه له روی
فرودگاه له روی (به انگلیسی: Le Roy Airport) یک فرودگاه همگانی بهره‌برداری هوایی است که یک باند فرود آسفالت دارد و طول باند آن ۸۰۵ متر است. این فرودگاه در کشور ایالات متحده آمریکا قرار دارد و در ارتفاع ۲۳۸ متری از سطح دریا واقع شده است.